# NGC 2726
NGC 2726 este o galaxie spirală situată în constelația Ursa Mare. A fost descoperită în 19 martie 1790 de către William Herschel. Se află la o distanță de 55,72 de megaparseci de Pământ.